# تاکر و دیل در برابر شیطان
تاکر و دیل در برابر شیطان فیلمی کمدی و ترسناک است که در سال ۲۰۱۰ ساخته شد. این فیلم کانادایی آمریکایی را الی کریگ نوشته و کارگردانی کرده‌است.

## داستان
تعدادی دانشجو برای تفریح به یک جنگل می‌روند. در راه دو نفر (تاکر و دیل) را می‌بینند که به آنها مشکوک شده و با توجه به داستانی که یکی از پسرها در خصوص قتل پدرش در جنگل تعریف کرده، به آن دو مشکوک شده و از آنها وحشت دارند. تاکر و دیل که شخصیت‌هایی مثبت و خوب بودند با بد شانسی مواجه شده و هنگامی که با تک تک دانشجویان مواجه می‌شوند یک بلای وحشتناک بر سر دانشجوها می‌آید که این بلاها را عمدتاً" در فیلم هاتی ترسناک می‌توان مشاهد کرد.